# Coupe du Maroc de football 1960-1961
 (avril 2024).
Si vous disposez d'ouvrages ou d'articles de référence ou si vous connaissez des sites web de qualité traitant du thème abordé ici, merci de compléter l'article en donnant les références utiles à sa vérifiabilité et en les liant à la section « Notes et références ».
Navigation
Édition précédente Édition suivante
La saison 1960-1961 de la Coupe du Trône est la cinquième édition de la compétition. 
Lors de cette saison, à partir des huitièmes de finale, la fédération royale marocaine de football impose lors des rencontres un système en matchs aller et retour sauf pour la finale joué à Casablanca. En cas de match nul, le match est rejoué sur le terrain de l'autre équipe.
Le Kénitra Athlétic Club remporte la coupe au détriment du Wydad Athletic Club sur le score de 1-0 au cours d'une finale jouée dans le Stade d'honneur à Casablanca. Le Kénitra Athlétic Club remporte ainsi cette compétition pour la première fois de son histoire.

## Déroulement

### Seizièmes de finale
| Date | Équipe 1 | Résultat | Équipe 2   | Lieu |
| ---- | -------- | -------- | ---------- | ---- |
| -    | Wydad AC | 2 - 1    | US Berkane | -    |
| -    |          |          |            | -    |
| -    |          |          |            | -    |
| -    |          |          |            | -    |
| -    |          |          |            | -    |
| -    |          |          |            | -    |
| -    |          |          |            | -    |
| -    |          |          |            | -    |
| -    |          |          |            | -    |
| -    |          |          |            | -    |
| -    |          |          |            | -    |
| -    |          |          |            | -    |
| -    |          |          |            | -    |
| -    |          |          |            | -    |
| -    |          |          |            | -    |
| -    |          |          |            | -    |
| -    |          |          |            | -    |

### Huitièmes de finale
| Équipe 1            | Résultat | Équipe 2      | Aller | Retour |
| ------------------- | -------- | ------------- | ----- | ------ |
| Maghreb AS          | 1 - 2    | Kénitra AC    | 0 - 1 | 1 - 1  |
| Wydad AC            | 3 - 0    | MS Rabat      | 1 - 0 | 2 - 0  |
| MC Marrakech        | 3 - 5    | MC Oujda      | 2 - 1 | 1 - 4  |
| MA Tétouan          | 5 - 4    | KAC Marrakech | 3 - 0 | 2 - 4  |
| Raja de Beni Mellal | 2 - 6    | FAR de Rabat  | 2 - 5 | 0 - 1  |
| EJS Casablanca      | 3 - 2    | Raja CA       | 1 - 1 | 2 - 1  |
| HS Sidi Slimane     | 1 - 5    | IC Safi       | 1 - 2 | 0 - 3  |
| Racing AC           | 4 - 2    | Fath US       | 2 - 0 | 2 - 2  |

### Quarts de finale
| Équipe 1       | Résultat | Équipe 2     | Aller | Retour |
| -------------- | -------- | ------------ | ----- | ------ |
| EJS Casablanca | 3 - 1    | IC Safi      | 2 - 1 | 1 - 0  |
| MA Tétouan     | 4 - 5    | Kénitra AC   | 3 - 1 | 1 - 4  |
| Racing AC      | 1 - 3    | FAR de Rabat | 1 - 2 | 0 - 1  |
| Wydad AC       | 1 - 1    | MC Oujda     | 1 - 1 | 0 - 0  |

#### Match à rejouer
| Date | Équipe 1 | Résultat | Équipe 2 | Lieu |
| ---- | -------- | -------- | -------- | ---- |
| -    | Wydad AC | 2 - 0    | MC Oujda | -    |

### Demi-finales
| Équipe 1   | Résultat | Équipe 2       | Aller | Retour |
| ---------- | -------- | -------------- | ----- | ------ |
| Kénitra AC | 2 - 1    | EJS Casablanca | 2 - 1 | 0 - 0  |
| Wydad AC   | 2 - 1    | FAR de Rabat   | 2 - 0 | 0 - 1  |

### Finale
| Date          | Équipe 1 | Résultat | Équipe 2   | Lieu       |
| ------------- | -------- | -------- | ---------- | ---------- |
| 24 avril 1961 | Wydad AC | 0 - 1    | Kénitra AC | Casablanca |

La finale oppose les vainqueurs des demi-finales, le Wydad AC face au Kénitra AC, au Stade d'honneur à Casablanca. Match arbitré par Mohamed Meknassi. Il s'agit de la toute première finale pour le Kénitra AC, tandis que pour le Wydad AC, c'est la troisième finale. Le Kénitra AC finit par remporter le titre grâce à une réalisation de Abdeslam (  65e). Il s'agit de son premier titre dans la compétition, alors que pour le Wydad de Casablanca, c'est la troisième finale consécutive perdue pour le club qui n'a toujours pas remporter de coupe.

## Sources
- Rsssf.com